# Скоморохов, Николай Михайлович
Никола́й Миха́йлович Скоморо́хов (19 мая 1920, с. Лапоть, Саратовская губерния — 14 октября 1994, Монино) — советский лётчик-ас истребительной авиации в Великой Отечественной войне и военачальник, маршал авиации (2.11.1981), дважды Герой Советского Союза (23.2.1945, 18.8.1945), заслуженный военный лётчик СССР (1971), доктор военных наук (1980), профессор (1983). Депутат Верховного Совета СССР 6—8 созывов (1962—1974).

## Биография
Родился 19 мая 1920 года в селе Лапоть Саратовской губернии (ныне — село Белогорское, Красноармейский район, Саратовская область) в семье крестьянина. По национальности русский.
С 1930 года жил в Астрахани. До 1935 года учился в средней школе, затем окончил школу ФЗУ, работал слесарем и токарем на астраханском заводе имени III-го Интернационала, окончил библиотечный техникум. С 1939 года учился в аэроклубе.
В декабре 1940 года добровольно ушёл в Красную армию. В марте 1942 года окончил Батайскую военную авиационную школу пилотов имени А. К. Серова (с 1941 года школа действовала в эвакуации в г. Евлах, Азербайджанская ССР). Затем проходил дополнительное обучение в запасном авиационном полку ВВС Закавказского военного округа (район Баку).

## Период Великой Отечественной войны
Рядовым лётчиком в звании старшего сержанта Н. Скоморохов начал воевать в декабре 1942 года, будучи в должности старшего пилота 164-го истребительного авиационного полка 295-й истребительной авиационной дивизии (5-я воздушная армия, Закавказский фронт, затем Северо-Кавказский фронт). Летал с аэродрома города Адлер. 2 февраля 1943 года одержал первую победу над врагом, сбив в паре немецкий самолёт-разведчик «Фокке-Вульф» 189, а 22 февраля пришло время и первой личной победы, сбитым оказался бомбардировщик Ю-87. Воевал в составе этого полка в составе 5-й воздушной армии  и 17-й воздушных армий на Юго-Западном и 3-м Украинском фронтах.
В апреле 1944 года переведён в 31-й истребительный авиационный полк 17-й воздушной армии на 3-м Украинском фронте, в нём сражался до Победы. Прошёл всю войну на истребителях С. А. Лавочкина ЛаГГ-3, Ла-5, Ла-7.
Принимал участие в обороне и освобождении Кавказа, освобождении Украины, Молдавии, Румынии, Болгарии, Югославии, Венгрии, Чехословакии, разгроме врага на территории Австрии.
В боях за город Будапешт капитан Скоморохов сбил 2 самолёта из «бриллиантовой эскадры» гитлеровских военно-воздушных сил. Неоднократно сбивал по 2 и по 3 вражеских самолёта в одном бою, а за один день 16 января 1945 года сбил 4 самолёта в трёх воздушных боях. Последнего «фрица» сбил в небе Австрии в бою 25 апреля 1945 года. За два годы пребывания на фронте прошёл путь от старшего сержанта до майора.
Всего во время Великой Отечественной войны Скоморохов совершил 605 боевых вылетов, провёл более 130 воздушных боёв, сбил лично 46 фашистских самолётов и 8 самолётов в группе (7-й результат в списке советских асов-истребителей), а также уничтожил на земле 3 бомбардировщика противника. Сам Скоморохов ни разу не был ранен, его самолёт не горел, не был сбит. Имел позывной «Скоморох». О нахождении его в небе гитлеровцы предупреждали своих пилотов как о серьёзной опасности.

## После войны

Надгробный памятник над могилой Н. М. Скоморохова на Новодевичьем кладбище Москвы.

В послевоенные годы продолжил службу в ВВС СССР, командовал эскадрильей в том же полку. В 1946 году был направлен на учёбу и окончил Военную академию имени М. В. Фрунзе в 1949 году. С ноября 1949 года был командиром 111-го гвардейского истребительного авиационного полка. С апреля 1952 года был заместителем командира, а с января 1954 по 1956 год — командиром 246-й истребительной авиационной дивизии в Забайкальском военном округе. 
Летал до преклонного возраста, освоив реактивные МиГ-15, МиГ-17, МиГ-21, а также Ла-11, Ан-26, Ил-14, Ту-134 и некоторые иные типы самолётов.
В 1958 году окончил Военную академию Генерального штаба Вооружённых сил СССР. С октября 1958 года служил заместителем командира, а с февраля 1961 года — командиром 71-го истребительного авиационного корпуса. С апреля 1968 по август 1973 года — командующий 69-й воздушной армией (Киевский военный округ), которая в 1972 году была переименована в 17-ю воздушную армию. С августа 1973 года — начальник Военно-воздушной академии имени Ю. А. Гагарина. В 1988—1992 годах — военный инспектор-советник Группы генеральных инспекторов Министерства обороны СССР.
Депутат Верховного Совета СССР 6—8 созывов (1962—1974).
С мая 1992 года — в отставке. Жил в Москве. Участник Парада Победы 1985 года, знаменующего 40-летие победы Советского народа в Великой Отечественной войне. Ему было предоставлено почётное право пронести Знамя Победы по Красной площади. 
Трагически погиб в автомобильной катастрофе 14 октября 1994 года. Похоронен в Москве на Новодевичьем кладбище.

## Награды
- Герой Советского Союза с вручением ордена Ленина и медали «Золотая Звезда» (№ 4895, присвоено 23.02.1945 за 483 боевых вылета к декабрю 1944 года, во время которых он сбил лично 25 и в составе группы 8 самолётов противника и штурмовыми действиями уничтожил: 3 самолёта противника, 13 повозок с боеприпасами, 1 склад с горючим, 9 железнодорожных вагонов);
- вторая медаль «Золотая Звезда» (№ 6913) Героя Советского Союза (18.08.1945, за 520 боевых вылетов и 35 лично сбитых самолётов противника к марту 1945 года);
- орден Ленина (23.02.1945);
- орден Октябрьской Революции (8.01.1980);
- пять орденов Красного Знамени (30.07.1943, 25.01.1944, 30.12.1944, 31.01.1945, 22.02.1968);
- орден Александра Невского (17.12.1944);
- два ордена Отечественной войны 1-й степени (29.04.1944, 11.03.1985);
- орден Красной Звезды (30.12.1956);
- ордена За службу Родине в Вооружённых Силах СССР 2-й степени (19.02.1988) и 3-й степени (30.04.1975);
- Медаль «За боевые заслуги» (17.05.1951);
- Медаль «За оборону Кавказа»;
- Медаль «За взятие Будапешта»;
- Медаль «За взятие Вены»;
- Медаль «За освобождение Белграда»;
- Медаль «За безупречную службу» 1-й степени;
- другие медали СССР;

Иностранные награды
- Орден «9 сентября 1944 года» II степени с мечами (Болгария, 22.01.1985);
- Орден «Красное Знамя» (Болгария, 20.09.1969):
- Орден Красного Знамени (Венгрия, 4.04.1955);
- Орден Партизанской звезды 1-й степени (Югославия, 30.04.1945);
- Орден «За боевые заслуги» (Монголия, 9.07.1981);
- Медаль «Отечественная война 1944—1945 гг.» (Болгария);
- Медаль «20 лет Болгарской народной армии» (Болгария, 22.08.1964);
- Медаль «25 лет Народной власти» (Болгария, 8.09.1969);
- Медаль «30 лет Болгарской народной армии» (Болгария, 14.09.1974);
- Медаль «30 лет Победы над фашистской Германией» (Болгария, 6.03.1975);
- Медаль «40 лет Победы над гитлеровским фашизмом» (Болгария, 16.05.1985);
- Медаль «100 лет Освобождения Болгарии от османского рабства» (Болгария);
- Медаль «100 лет со дня рождения Георгия Димитрова» (Болгария, 1982);
- Медаль «1300 лет Болгарии» (Болгария, 29.03.1982);
- Медаль «Братство по оружию» I степени (ГДР, 10.02.1976);
- Медаль «За боевое содружество» I степени (Венгрия, 20.06.1980);
- Медаль «Военная доблесть» I класса (Румыния, 4.09.1980);
- Медаль «Братство по оружию» (Польша);
- Медаль «30 лет Победы над милитаристской Японией» (Монголия, 1975);
- Медаль «40 лет Победы на Халхин-Голе» (Монголия, 26.11.1979);
- Медаль «60 лет Вооружённым силам МНР» (Монголия, 29.12.1981);
- Медаль «20-я годовщина Революционных Вооружённых сил Кубы» (Куба, 1976);
- Медаль «30-я годовщина Революционных Вооружённых сил Кубы» (Куба, 24.11.1986);
- Медаль «30 лет освобождения Чехословакии Советской Армией» (ЧССР, 29.08.1974);
- Медаль «40 лет освобождения Чехословакии Советской Армией» (ЧССР, 28.03.1985).

## Воинские звания
- сержант (13.03.1942),
- старший сержант (1943),
- младший лейтенант (10.07.1943),
- лейтенант (30.09.1943),
- старший лейтенант (15.03.1944),
- капитан (7.12.1944),
- майор (3.11.1945),
- подполковник (5.11.1949),
- полковник (20.05.1953),
- генерал-майор авиации (25.05.1959),
- генерал-лейтенант авиации (7.05.1966),
- генерал-полковник авиации (6.05.1972),
- маршал авиации (2.11.1981).

## Память
- Бюсты Н. М. Скоморохова установлены:
  - бронзовый бюст по званию дважды Героя Советского Союза в его родном селе Белогорское (1953).
  - на Аллее Героев на территории Краснодарского высшего военного авиационного училища лётчиков (2016)[7].
  - на Аллее героев в Парке Победы в Саратове как одному из трёх саратовцев — дважды Героев Советского Союза.
  - на проспекте Героев Отечества в Саратове[8].
  - в Астрахани на бульваре Победы / Бертюльской улице в сквере им. 60 лет Сталинградской битвы[9].
- Мемориальные доски установлены в Москве на доме, в котором он жил, и в селе Белогорском на доме, в котором он родился.
- Именем Н. М. Скоморохова названы школа № 53 в микрорайоне завода имени III-го Интернационала в Астрахани, школа № 69 города Саратова и школа № 3 в г. Красноармейск Саратовской  области.
- Зачислен навечно в списки 131-го учебного вертолётного полка Саратовского ВВАУЛ[10].
- Именем маршала авиации Скоморохова названы улицы в городах Саратов, Астрахань, проспект в г. Красноармейск (Саратовская область), в селе Белогорское Саратовской области.
- Его именем были названы речной буксир на Волге (в строю в 1946—1958) и речной танкер проекта «Волгонефть» пароходства «Волготанкер» (2000—2012).
- Маршалу авиации Скоморохову посвящена песня Владимира Высоцкого «Песня о погибшем друге»[11].
- О Н. М. Скоморохове снят короткометражный документальный фильм в студии документальных фильмов при Министерстве речного флота РСФСР.

## Сочинения
- Скоморохов Н. М. Боем живет истребитель. — М.: Воениздат, 1975. — 289 с.
- Н. М. Скоморохов, Н. Н. Бурляй, В. М. Гучок и др. 17-я воздушная армия в боях от Сталинграда до Вены: Военно-исторический очерк о боевом пути 17-й воздушной армии в годы Великой Отечественной войны. — М.: Воениздат, 1977. — 261 с.
- Скоморохов Н. М. Служение Отчизне. — Саратов: Приволжское книжное издательство, 1977. — 319 с.[12]
- Скоморохов Н. М., Чернецкий В. Н. Тактика в боевых примерах: Авиационный полк. — М.: Воениздат, 1985. — 175 с.
- Скоморохов Н. М. Развитие оперативного искусства ВВС в годы Великой Отечественной войны и значение опыта войны для современности. // Доклад в сборнике "Роль Военно-воздушных Сил в Великой Отечественной войне 1941—1945 (По материалам IX военно-научной конференции ВВС). — М., 1986.
- Скоморохов Н. М. Резерв высоты. — М.: Молодая гвардия, 1987[13].
- Скоморохов Н. М. За висотою висота [на укр. яз., авториз. пер. з рос. В. П. Прокопенка]. — Київ: Радянський письменник, 1987. — 287 с.
- Скоморохов Н. М. Предел риска. — М.: Воениздат, 1991. — 302 с.
- Скоморохов Н. М. Боем живёт истребитель. 46 побед над Люфтваффе. — М.: Яуза: Эксмо, 2008. — 380 с. — ISBN 978-5-699-27250-1.
- Скоморохов Н. М. Путь в небо — моё босоногое детство. — М.: ТОРУС ПРЕСС, 2012. — 246 с. — ISBN 978-5-94588-112-9.